# Yunus Nadi Abalıoğlu
Pour les articles homonymes, voir Nadi et Abalıoğlu.
Yunus Nadi Abalıoğlu (prononcé [ ju.'nus na.'di ɑ.bɑ.ɫɯ.o:.'ɫu]), né le 1er janvier 1879 à Seydiler dans le vilayet d'Aydın (Empire ottoman) et mort le 28 juin 1945 à Genève (Suisse) est un journaliste et homme politique turc, principalement connu pour avoir fondé le quotidien national Cumhuriyet.
Il est le père des journalistes Nadir Nadi Abalıoğlu (tr), Doğan Nadi Abalıoğlu (tr), Nilüfer Nun et Leyla Uşaklıgil.

## Postérité
Les prix Yunus Nadi ont été créés en son honneur.